# 768 Struveana
768 Struveana је астероид главног астероидног појаса са средњом удаљеношћу од Сунца која износи 3,145 астрономских јединица (АЈ).
Апсолутна магнитуда астероида је 10,21 а геометријски албедо 0,102.